# Branko Žeravica
Branko Žeravica (* 18. Januar 1958 in Osijek) ist ein ehemaliger jugoslawisch-kroatischer Fußballspieler.

## Sportlicher Werdegang
Žeravica entstammt der Jugend des NK Osijek, für den er in der Prva Savezna Liga debütierte. Als Stammspieler verhalf der Libero dabei, dass sich der Klub in den 1980er Jahren in der höchsten Spielklasse Jugoslawiens etablierte. Während sich der Klub meistens im Mittelfeld platzierte oder gegen den Abstieg spiele, verpasste er in der Spielzeit 1983/84 als Tabellensechster nur knapp den Europapokal. 
Im Januar 1988 schloss sich Žeravica, der die vom Fudbalski savez Jugoslavije vorgegebene Altersgrenze für einen Auslandswechsel erreicht hatte, dem ambitionierten deutschen Zweitligisten VfL Osnabrück an. Unter dem jugoslawischen Cheftrainer Anton Rudinski war er auf Anhieb Stammspieler, die Mannschaft rutschte jedoch vom vierten Platz während der Winterpause auf den neunten Tabellenplatz im Endklassement der Spielzeit 1987/88 ab. Nach einer 1:4-Niederlage bei der SpVgg Bayreuth zum Auftakt der folgenden Saison kam es zum Trainerwechsel zu Hans-Werner Moors und nach nur einem Punkt aus den ersten vier Spielen rotierte dieser Žeravica in der Folge aus der Anfangsformation. Im weiteren Saisonverlauf schwankte er zwischen Startelf und Ersatzbank, dabei bestritt er 26 Meisterschaftsspiele. Als sich die Mannschaft mit drei Siegen und einem Unentschieden in den letzten vier Saisonspielen im Abstiegskampf rettete verzeichnete er dabei zwei Kurzeinsätze als Einwechselspieler. Nahezu parallel verlief der Beginn der Spielzeit 1989/90 unter Neutrainer Rolf Schafstall: nach vier Spielen in der Startelf, in denen nur zwei Punkte geholt wurden, saß er ab dem fünften Spieltag auf der Ersatzbank und gehörte im weiteren Saisonverlauf mit 16 Saisonspielen erneut nur zum erweiterten Stammspielerkreis. Dabei stand er in den letzten drei Saisonspielen wiederum auf dem Platz, als die Mannschaft mit zwei Siegen und einem Remis sich aufgrund der besseren Tordifferenz noch vor die punktgleichen SV Darmstadt 98 und den einen Abstiegsplatz belegenden Aufsteiger KSV Hessen Kassel schob. Im Sommer 1990 verlängerte er seinen auslaufenden Vertrag als Vertragsamateur. In der Folgezeit rückte er bei der Osnabrücker Zweitligamannschaft jedoch zunehmend ins zweite Glied, in der Abstiegsrunde der Spielzeit 1991/92 trug er noch in zwei Spieleinsätzen zum Klassenerhalt bei. Hatte Präsident und Mäzen Hartwig Piepenbrock im Sommer 1991 die Mannschaft nochmals mit knapp zwei Millionen D-Mark aufgerüstet, kam es angesichts des Nichterfüllens der damit verbundenen Ambitionen nach Saisonende im Sommer 1992 zur Neuaufstellung und der Trennung von mehreren Spielern, die neben Žeravica auch die Ausmusterung von Ralf Voigt, Dirk Lellek, Uwe Igler, Ralf Heskamp und Jean-Pierre de Keyser betraf. Parallel zu seiner Fußballerkarriere in Osnabrück hatte er dabei in der Altstadt eine Kneipe namens „Libero“ betrieben, wenngleich er auf dem Fußballplatz für den VfL Osnabrück vornehmlich als Außenverteidiger, Manndecker oder im defensiven Mittelfeld spielte.
Žeravica übersiedelte im Sommer 1992 nach 87 Zweitligaspielen für die Osnabrücker in die Nähe Münchens. Hier spielte er zunächst noch für den SV Türk Gücü München nach dem Abstieg aus der Bayernliga, ab 1994 war er Spielertrainer zunächst beim FC Croatia München und ab 1996 beim SV Riedmoos. Später kehrte er als Trainer zum FC Croatia München zurück, zudem war er für weitere Amateurvereine tätig. Hauptberuflich arbeitete Žeravica dabei in der Sportabteilung für eine Münchner Filiale der Kaufhauskette Karstadt, ehe er nach Renteneintritt ins kroatische Zadar zog.